# Ernest Tomlinson
Ernest Tomlinson (Rawtenstall, Lancashire, 19 september 1924 – Longridge, 12 juni 2015) was een Brits componist, musicoloog, dirigent, organist, pianist en klarinettist.

## Levensloop
Tomlinson was het tweede van vier kinderen van Fred Tomlinson, koordirigent van de "St. John's Church" in Crawshawbooth, en de lerares May Tomlinson. Op 6-jarige leeftijd werd hij lid van het St. Johns kerkkoor; toen hij negen was begon hij te componeren. In 1933 werd hij in het Manchester Cathedral Choir opgenomen, waarin later ook zijn twee jongere broers James en Fred meezongen.
Hij volgde de Bacup and Rawtenstall Grammar School en kreeg pianoles van Joseph Warburton. Uit de schooltijd zijn nog composities als orkestwerken, liederen en kerkmuziek bekend. In deze periode was hij al gefascineerd door de rijke en gevarieerde klank van een volledig orkest.
Op 16-jarige leeftijd kreeg Tomlinson een studiebeurs voor de Universiteit van Manchester en het toenmalige Royal Manchester College of Music om compositie, orgel, piano en klarinet te studeren. Tijdens deze periode was hij al koorleider en organist aan de All Souls Church in Ancoats, een wijk van Manchester. Zijn studies werden in 1943 onderbroken, omdat hij bij de RAF ging. De laatste maanden van de Tweede Wereldoorlog was Tomlinson gestationeerd in South Kensington, Londen en in flats bij de Royal Albert Hall en het Royal College of Music. Maar hij ging ook nog naar Wales en naar Frankrijk. Daar was de Amerikaanse 8e Army Airforce gestationeerd en Tomlinson leerde er de bijzondere effecten van de big-band sound kennen. Dit had invloed in zijn latere werken.
Naar de demobilisatie keerde Tomlinson terug naar Manchester en zette zijn studies voort, waarna hij in 1947 een Bachelor of Music in compositie haalde. Verder werd hij fellow aan het Royal College of Organists en was hij verbonden aan het Royal Northern College of Music in Manchester. In december 1947 vertrok hij naar Londen en werd onder andere organist aan de Mayfair Church. In 1948 ging hij voor een muziekuitgeverij werken.
Vanaf 1949 werden zijn werken in de BBC-radio uitgezonden en hij kreeg ook opdrachten van de zender, bijvoorbeeld voor de uitzending van The Story of Cinderella. Voor uitzendingen bij de BBC richtte hij het Ernest Tomlinson Light Orchestra op en later ook de Ernest Tomlinson Singers. In 1969 richtte hij het Northern Concert Orchestra op en verzorgde daarmee ook regelmatig radio-uitzendingen.
Tomlinson was meerdere jaren lid van het bestuur van The Composers' Guild of Great Britain en was in 1964 voorzitter. Van 1965 tot 1994 was hij componist-directeur van de Performing Right Society. Hij werd in 2012 benoemd tot Lid in de Orde van het Britse Rijk (MBE).
Tomlinson was sinds 1949 gehuwd met Jean Garnett Lancaster, met wie hij vier kinderen had. In 1968 verhuisde het gezin van Londen naar een boerderij in Longridge. Tomlinson overleed op 90-jarige leeftijd in een verzorgingstehuis in die plaats.

## Composities

### Werken voor orkest
- 1977 Fantasia on North-Country Tunes - (opdracht van het Hallé Orchestra, Manchester)
- A Date with a Dream
- A Georgian Miniature
- An English Overture
- Aladdin suite ballet-muziek
  1. The Entry of Aladdin
  2. The Sultan at Home
  3. Birdcage Dance
  4. Cushion Dance
  5. Belly Dance
- Best Foot Forward, mars
- Capability Brown
- Carefree Character
- Cartoon Capers
- Catch Me If You Can, voor strijkorkest
- Comedy Overture
- Concerto, voor orkest
- Concerto, voor trompet en orkest
- Concerto for 5, voor vijf saxofoons (2 alt- 2 tenor- en bariton-saxofoon) en orkest
- Cumberland Square
- Elegy - Head of the Family, voor althobo solo en orkest
- English Pageant - suite
- Fantasia on "Auld Lang Syne"
- Fashion Promenade
- Festival Suite
- First Suite of English Folk-Dances
- Four Movements, voor strijkorkest
- Gaiety Galop
- Georgian Miniatures - Part 1
  1. Allegro
  2. Processional
  3. Jig
  4. Gavotte
  5. Menuet
- Georgian Suite, gebaseerd op Thomas Arne klavecimbel stukken
- Get Weaving
- Highway to the Sun - Rhythmic Overture
- Interlude - Head of the Family
- Island Fairy Tale
- Kielder Water
- Lakeside Idyll
- Light Music Suite
- Light Music Suite No. 1
- Light Music Suite No. 2
- Little Symphony, voor strijkers, hobo en althobo
- Lyrical Suite
- Mainly Melodic
- Marching Sportsmen
- Mediterranean Moonlight
- Miniature Suite, voor strijkers
- Nautical Interlude
- Overture for a Festive Occasion
- Rhapsody and Rondo, voor hoorn en orkest
- Panoramic Prelude
- Second Suite of English Folk-Dances
- Serenade, voor strijkorkest
- Shenandoah
- Silverthorn Suite
- Sinfonia '62, voor jazz-band en orkest
  1. Romance
  2. Tarantella
  3. Nocturne
  4. Toccata
- Sinfonietta
- Soft Stillness and the Night
- Suite uit het ballet "Four Jewel Dances"
  1. Ruby
  2. Pearl
  3. Emerald
  4. Finale Act II
- Suite uit het ballet "Man About Town"
- Symphony '65, voor big-band en orkest
  1. Introduction
  2. Ballad -Interlude
  3. Scherzo - Interlude
  4. Romance - Interlude
  5. Moto Perpetuo
- Three Gaelic Sketches
- Three Pastoral Dances

### Werken voor harmonieorkest en brassband
- 2005 Fantasia on "Auld Lang Syne"
- Aerofantasy - (geschreven in opdracht van de Central Band of the Royal Air Force)
- Cinderella Waltz
- Concertino for Wind Instruments
- Concerto, voor cornet en brassband
- Little Serenade, voor harmonieorkest
- Little Serenade, voor brassband
- March: Best Foot Forward, voor harmonieorkest
- March: Best Foot Forward, voor brassband
- Overture on Famous English Airs, voor brassband
- Serenade in Bes groot, gearrangeerd van Franz Schubert: Piano Duet Sonata in Bes
- Sinfonietta
- Suite of English Folk-Dances
  1. Jenny Pluck Pears
  2. Ten Pound Lass
  3. Dick's Maggot
  4. Nonesuch
  5. Hunt the Squirrel
  6. Woodicock
- Waltz for a Princess, voor brassband

### Toneelwerken
- Head of the Family, opera, 1 akte - libretto: van de componist naar William Wymark Jacobs
- Aladdin, ballet

### Werken voor koor
- At the Mid-hour of Night, voor gemengd koor naar een Ierse melodie - tekst: Thomas Moore
- Drink to Me Only With Thine Eyes, voor mannenkoor - tekst: Ben Jonson
- How Beautiful Is Night, voor gemengd koor - tekst: Robert Southey
- I'll Dance To Thee, voor gemengd koor
- It Was A Lover and His Lass, voor gemengd koor - tekst: William Shakespeare
- Sing Blow Away the Morning Dew, voor gemengd koor - Somerset folk-song
- Sleep, Slumb'ring Eyes, voor gemengd koor - tekst: Thomas Morley
- The Bailiff's Daughter of Islington, voor sopraan, bariton en gemengd koor
- The Hill Country, voor mannenkoor - tekst: Ammon Wrigley
- The Minstrel Boy, voor gemengd koor - tekst: Thomas Moore
- The Maskers' Song, voor gemengd koor
- Tiger, Tiger, Burning Bright, voor gemengd koor - tekst: William Blake

### Vocale muziek
- Four Shakespeare Songs, voor sopraan of tenor
  1. O Mistress Mine
  2. Under The Greenwood Tree
  3. I Know A Bank
  4. It Was A Lover and His Lass
- The Bailiff's Daughter of Islington, voor sopraan, bariton en gemengd koor
- Three German Lyrics, voor sopraan (of: tenor) - tekst: Helmut Friedmann
  1. Die Rosen
  2. Im Ginster
  3. Frühlingslied

### Kamermuziek
- Canzonetta, voor klarinet en piano
- Divertimento, voor blazerskwintet
- Fantasia on Auld Lang Syne, voor 16 saxofoons

### Werken voor orgel
- 1958 Three Lyrical Pieces
  1. Quiet prelude
  2. Rondoletto
  3. Paean